# Rockin’ Around the Christmas Tree
Rockin’ Around the Christmas Tree ist ein Weihnachtslied der US-amerikanischen Sängerin Brenda Lee. Die von Johnny Marks verfasste und Owen Bradley produzierte Komposition wurde im November 1958 veröffentlicht. Das Lied gehört zu den meistverkauften Weihnachtsliedern weltweit.

## Hintergrund
Lee war zum Zeitpunkt der Aufnahme 13 Jahre alt. Anfang Dezember 2023 gelang es Lee, mit ihrem zu diesem Zeitpunkt 65 Jahre alten Song den Platz 1 der amerikanischen Single-Charts zu belegen. Kurz zuvor hatte sie auch ein Musikvideo für das Lied gedreht. Bei seiner ursprünglichen Veröffentlichung war Rockin' Around the Christmas Tree  kein großer Charterfolg gewesen. Der Titel entwickelte sich aber über die Jahrzehnte zu einem Evergreen unter den Weihnachtsliedern.

## Kommerzieller Erfolg

### Chartplatzierungen

#### Brenda Lee
| Periode   | Höchstplatzierung, GesamtwochenChartplatzierungen (Periode, Platzierungen, Wochen) | Höchstplatzierung, GesamtwochenChartplatzierungen (Periode, Platzierungen, Wochen) | Höchstplatzierung, GesamtwochenChartplatzierungen (Periode, Platzierungen, Wochen) | Höchstplatzierung, GesamtwochenChartplatzierungen (Periode, Platzierungen, Wochen) | Höchstplatzierung, GesamtwochenChartplatzierungen (Periode, Platzierungen, Wochen) |
| Periode   | DE                                                                                 | AT                                                                                 | CH                                                                                 | UK                                                                                 | US                                                                                 |
| --------- | ---------------------------------------------------------------------------------- | ---------------------------------------------------------------------------------- | ---------------------------------------------------------------------------------- | ---------------------------------------------------------------------------------- | ---------------------------------------------------------------------------------- |
| 1960/61   | —                                                                                  | —                                                                                  | —                                                                                  | —                                                                                  | US14 (4 Wo.)US                                                                     |
| 1961/62   | —                                                                                  | —                                                                                  | —                                                                                  | —                                                                                  | US50 (4 Wo.)US                                                                     |
| 1962/63   | —                                                                                  | —                                                                                  | —                                                                                  | UK6 (7 Wo.)UK                                                                      | US59 (4 Wo.)US                                                                     |
|           |                                                                                    |                                                                                    |                                                                                    |                                                                                    |                                                                                    |
|           |                                                                                    |                                                                                    |                                                                                    |                                                                                    |                                                                                    |
| 2007/08   | —                                                                                  | —                                                                                  | —                                                                                  | UK94 (1 Wo.)UK                                                                     | —                                                                                  |
| 2008/09   | —                                                                                  | —                                                                                  | —                                                                                  | UK76 (3 Wo.)UK                                                                     | —                                                                                  |
| 2009/10   | —                                                                                  | —                                                                                  | —                                                                                  | UK70 (4 Wo.)UK                                                                     | —                                                                                  |
|           |                                                                                    |                                                                                    |                                                                                    |                                                                                    |                                                                                    |
|           |                                                                                    |                                                                                    |                                                                                    |                                                                                    |                                                                                    |
| 2011/12   | —                                                                                  | —                                                                                  | —                                                                                  | UK62 (3 Wo.)UK                                                                     | —                                                                                  |
| 2012/13   | —                                                                                  | —                                                                                  | —                                                                                  | UK54 (3 Wo.)UK                                                                     | —                                                                                  |
| 2013/14   | —                                                                                  | —                                                                                  | —                                                                                  | UK63 (3 Wo.)UK                                                                     | US50 (1 Wo.)US                                                                     |
| 2014/15   | —                                                                                  | —                                                                                  | —                                                                                  | UK63 (4 Wo.)UK                                                                     | —                                                                                  |
| 2015/16   | —                                                                                  | —                                                                                  | —                                                                                  | UK60 (3 Wo.)UK                                                                     | US30 (3 Wo.)US                                                                     |
| 2016/17   | DE98 (1 Wo.)DE                                                                     | —                                                                                  | CH100 (1 Wo.)CH                                                                    | UK31 (4 Wo.)UK                                                                     | US27 (3 Wo.)US                                                                     |
| 2017/18   | DE65 (1 Wo.)DE                                                                     | AT67 (1 Wo.)AT                                                                     | CH78 (1 Wo.)CH                                                                     | UK9 (4 Wo.)UK                                                                      | US30 (4 Wo.)US                                                                     |
| 2018/19   | DE26 (3 Wo.)DE                                                                     | AT30 (3 Wo.)AT                                                                     | CH16 (3 Wo.)CH                                                                     | UK16 (4 Wo.)UK                                                                     | US9 (4 Wo.)US                                                                      |
| 2019/20   | DE29 (4 Wo.)DE                                                                     | AT25 (3 Wo.)AT                                                                     | CH7 (4 Wo.)CH                                                                      | UK18 (4 Wo.)UK                                                                     | US2 (5 Wo.)US                                                                      |
| 2020/21   | DE12 (5 Wo.)DE                                                                     | AT7 (5 Wo.)AT                                                                      | CH8 (6 Wo.)CH                                                                      | UK15 (6 Wo.)UK                                                                     | US2 (6 Wo.)US                                                                      |
| 2021/22   | DE12 (6 Wo.)DE                                                                     | AT7 (5 Wo.)AT                                                                      | CH4 (5 Wo.)CH                                                                      | UK5 (6 Wo.)UK                                                                      | US2 (7 Wo.)US                                                                      |
| 2022/23   | DE4 (6 Wo.)DE                                                                      | AT3 (6 Wo.)AT                                                                      | CH3 (6 Wo.)CH                                                                      | UK4 (7 Wo.)UK                                                                      | US2 (7 Wo.)US                                                                      |
| 2023/24   | DE8 (6 Wo.)DE                                                                      | AT4 (5 Wo.)AT                                                                      | CH3 (6 Wo.)CH                                                                      | UK5 (7 Wo.)UK                                                                      | US1 (8 Wo.)US                                                                      |
| 2024/25   | DE3 (6 Wo.)DE                                                                      | AT3 (6 Wo.)AT                                                                      | CH3 (7 Wo.)CH                                                                      | UK4 (8 Wo.)UK                                                                      | US2 (6 Wo.)US                                                                      |
| Insgesamt | DE3 (38 Wo.)DE                                                                     | AT3 (34 Wo.)AT                                                                     | CH3 (39 Wo.)CH                                                                     | UK4 (81 Wo.)UK                                                                     | US1 (66 Wo.)US                                                                     |

| ChartsJahrescharts (2021)      | Platzierung |
| ------------------------------ | ----------- |
| Vereinigte Staaten (Billboard) | 92          |

| ChartsJahrescharts (2022)      | Platzierung |
| ------------------------------ | ----------- |
| Österreich (Ö3)                | 73          |
| Vereinigte Staaten (Billboard) | 80          |
| Vereinigtes Königreich (OCC)   | 75          |

| ChartsJahrescharts (2023)      | Platzierung |
| ------------------------------ | ----------- |
| Österreich (Ö3)                | 57          |
| Schweiz (IFPI)                 | 96          |
| Vereinigte Staaten (Billboard) | 60          |
| Vereinigtes Königreich (OCC)   | 67          |

| ChartsJahrescharts (2024)      | Platzierung |
| ------------------------------ | ----------- |
| Österreich (Ö3)                | 49          |
| Schweiz (IFPI)                 | 92          |
| Vereinigte Staaten (Billboard) | 59          |
| Vereinigtes Königreich (OCC)   | 80          |

#### Version von The Jets
| Periode   | Höchstplatzierung, GesamtwochenChartsChartplatzierungen (Periode, Platzierungen, Wochen) |
| Periode   | UK                                                                                       |
| --------- | ---------------------------------------------------------------------------------------- |
| 1983/84   | UK62 (4 Wo.)UK                                                                           |
| Insgesamt | UK62 (4 Wo.)UK                                                                           |

#### Version von Comic Relief pres. Mel Smith & Kim Wilde
| Periode   | Höchstplatzierung, GesamtwochenChartsChartplatzierungen (Periode, Platzierungen, Wochen) |
| Periode   | UK                                                                                       |
| --------- | ---------------------------------------------------------------------------------------- |
| 1987/88   | UK3 (7 Wo.)UK                                                                            |
| 1988/89   | UK99 (1 Wo.)UK                                                                           |
| Insgesamt | UK7 (8 Wo.)UK                                                                            |

#### Version von Justin Bieber
| Periode   | Höchstplatzierung, GesamtwochenChartplatzierungen (Periode, Platzierungen, Wochen) | Höchstplatzierung, GesamtwochenChartplatzierungen (Periode, Platzierungen, Wochen) |
| Periode   | UK                                                                                 | US                                                                                 |
| --------- | ---------------------------------------------------------------------------------- | ---------------------------------------------------------------------------------- |
| 2020/21   | UK4 (7 Wo.)UK                                                                      | US61 (4 Wo.)US                                                                     |
| 2021/22   | UK56 (4 Wo.)UK                                                                     | —                                                                                  |
| Insgesamt | UK4 (11 Wo.)UK                                                                     | US61 (4 Wo.)US                                                                     |

#### Version von Priya Ragu
| Periode   | Höchstplatzierung, GesamtwochenChartsChartplatzierungen (Periode, Platzierungen, Wochen) |
| Periode   | UK                                                                                       |
| --------- | ---------------------------------------------------------------------------------------- |
| 2022/23   | UK49 (4 Wo.)UK                                                                           |
| Insgesamt | UK49 (4 Wo.)UK                                                                           |

### Auszeichnungen für Musikverkäufe
Brenda Lee

| Land/Region                  | Auszeichnungen für Musikverkäufe (Land/Region, Auszeichnung, Verkäufe) | Verkäufe   |
| ---------------------------- | ---------------------------------------------------------------------- | ---------- |
| Dänemark (IFPI)              | Platin                                                                 | 90.000     |
| Deutschland (BVMI)           | Platin                                                                 | 600.000    |
| Griechenland (IFPI)          | Platin                                                                 | 20.000     |
| Italien (FIMI)               | Platin                                                                 | 100.000    |
| Neuseeland (RMNZ)            | 3× Platin                                                              | 90.000     |
| Portugal (AFP)               | Platin                                                                 | 10.000     |
| Spanien (Promusicae)         | Platin                                                                 | 60.000     |
| Vereinigte Staaten (RIAA)    | 7× Platin                                                              | 7.000.000  |
| Vereinigtes Königreich (BPI) | 4× Platin                                                              | 2.400.000  |
| Insgesamt                    | 20× Platin ·                                                           | 10.370.000 |

## Coverversionen
Rockin’ Around the Christmas Tree wurde seit 1958 mehrfach neu eingesungen und veröffentlicht, darunter von:
- 1971: Lynn Anderson
- 1987: Mel & Kim (Mel Smith & Kim Wilde)
- 1998: Cyndi Lauper
- 2004: LeAnn Rimes
- 2006: Hannah Montana
- 2018: Ingrid Michaelson
- 2018: Jessie J
- 2018: Pentatonix
- 2019: Kacey Musgraves feat. Camila Cabello
- 2019: Lea Michele
- 2020: Andreas Gabalier
- 2020: Justin Bieber
- 2021: Kelly Clarkson